# القمة الخليجية 1986 (أبو ظبي)
القمة الخليجية 7  هي قمة قادة دول مجلس التعاون لدول الخليج العربية عقدت في 2 نوفمبر 1986 في مدينة أبوظبي في دولة الإمارات.